# Avortement en droit du Vatican
Dans le droit du Vatican, l'avortement est totalement interdit,,,.
Le législation relative à l'avortement est affirmée depuis la fondation du Vatican en 1929 à travers les articles 381 à 385 du code pénal italien de 1889, dit « Zanardelli »,, toujours en vigueur dans l'État du Vatican. La loi prévoit ainsi une peine allant d'un à quatre ans de prison.
Le Vatican fait partie avec la principauté d'Andorre, Saint-Marin, Malte, mais aussi le Salvador, la République dominicaine, le Nicaragua et Madagascar des rares pays du monde refusant l'avortement quelles que soient les circonstances.